# Тепловозы советских и российских железных дорог
В данный список включены тепловозы, эксплуатирующиеся на советских, а позже российских железных дорогах с шириной колеи 1520/1524 мм, в том числе опытные образцы. Про тепловозы узкой колеи (1067 мм, 750 мм и т. д.) см: Узкоколейные тепловозы.

## Списки тепловозов

### Грузовые
| Серия                                  | Иллюстрация | Осевая формула            | Тип передачи                              | Годы выпуска           | Завод | Кол-во                            | Примечания |
| -------------------------------------- | ----------- | ------------------------- | ----------------------------------------- | ---------------------- | --- | --------------------------------- | --- |
| ГЭ1 (Щ-эл-1 ЩЭЛ1)                      |             | 1—30 — 40 — 30—1          | Электрическая                             | 1924                   | Балтийский завод | 1                                 | система Гаккеля, с Электрической передачей. Позднее переименован в тепловоз серии "Щ" (что говорит о соответствии по мощности паровозу серии "Щ"), с "эл"ектрической передачей     |
| ЮЭ001                                  |             | 1—50—1                    | Электрическая                             | 1924                   | Эсслинген — основная сборка                                                                                              | 1                                 | |
| ЭМХ3                                   |             | 2—5—1                     | Механическая                              | 1926                   | Гогенцоллерн | 1                                 | |
| ЮЭ001 модерни-зированный (Э-ЭЛ-2 ЭЭЛ2) |             | 1—50—1                    | Электрическая                             | 1928                   | | 1                                 | Юэ001 после значительной переделки, с тендером. Позднее переименован в тепловоз серии "Э" (что говорит о соответствии по мощности паровозу серии "Э"), с "эл"ектрической передачей |
| ЭЭЛ5                                   |             |                           | Электрическая                             | до 1932                | (Германия) | 1                                 | |
| ЭЭЛ8                                   |             | 2—50—1                    | Электрическая                             | 1932                   | Крупп, Муромский паровозостроительный завод                                                                              | 1                                 | |
| ЭЭЛ9                                   |             | 2—50—1                    | Электрическая                             | 1931(1932)             | Коломенский завод | 1                                 | |
| ЭЭЛ                                    |             |                           | Электрическая                             | 1932—1941              | Гогенцоллерн (№ 5), Коломенский, «Динамо», ХЭМЗ                                                                          | 46                                | Кол-во тепловозов во всей серии, включая опытные образцы, указанные выше. |
| Да                                     |             | 30 — 30                   | Электрическая                             | 1945                   | ALCO | 150                               | |
| Дб                                     | фото        | 30 — 30                   | Электрическая                             | 1946                   | Baldwin | 30                                | |
| ТЭ1                                    |             | 30 — 30                   | Электрическая                             | 1947—1950              | ХЗТМ | 298(по другим данным-295)         | |
| ТЭ2                                    |             | 2(20 — 20)                | Электрическая                             | 1948—1955              | ХЗТМ | 528                               | |
| ТЭ5                                    |             | 30 — 30                   | Электрическая                             | 1948                   | ХЗТМ | 2                                 | |
| ТЭ4                                    |             | 2(2О—2О) + (2—2)          | Электрическая                             | 1952                   | ХЗТМ | 1                                 | |
| ТЭ6                                    |             | 2О—2О                     | Электрическая                             | 1952—1955              | ХЗТМ | 16                                | |
| ТЭ3                                    |             | 2(30 — 30)                | Электрическая                             | 1953—1973              | ХЗТМ, Коломенский тепловозостроительный завод, Луганский (Ворошиловградский) тепловозостроительный завод                 | 6808                              | |
| ТЭ50                                   |             | 30 — 30                   | Электрическая                             | 1958                   | Коломенский завод | 1                                 | |
| ТЭ10                                   |             | 30 — 30                   | Электрическая                             | 1958—1961              | ХЗТМ | 8500+ (с учётом всех модификаций) | |
| ТГ100                                  |             | 2(2 — 2)                  | Гидромеханическая                         | 1959                   | Луганский тепловозостроительный завод                                                                                    | 1                                 | |
| ТГ102                                  |             | 2(2 — 2)                  | Гидравлическая                            | 1959—1966              | Луганский тепловозостроительный завод, Ленинградский тепловозостроительный завод Людиновский тепловозостроительный завод | 79                                | |
| 2ТЭ10 (ТЭ12)                           |             | 2(30 — 30)                | Электрическая                             | 1960—1963              | ХЗТМ | 19                                | |
| ТЭ3Л (ТЭ20)                            | фото        | 2(30 — 30)                | Электрическая                             | 1961, 1962             | Луганский тепловозостроительный завод                                                                                    | 2                                 | |
| ТЭ30                                   |             | 2(30 — 30)                | Электрическая                             | 1961                   | ХЗТМ | 1                                 | |
| 2ТЭ10Л                                 |             | 2(30 — 30)                | Электрическая                             | 1961—1977              | Луганский тепловозостроительный завод                                                                                    | 3192                              | |
| ТГ105                                  |             | 3 — 3                     | Гидравлическая                            | 1961                   | Луганский тепловозостроительный завод                                                                                    | 1                                 | |
| ТГ106                                  |             | 3 — 3                     | Гидравлическая                            | 1961, 1963             | Луганский тепловозостроительный завод                                                                                    | 3                                 | |
| ТГ300                                  |             | 3 — 3                     | Гидравлическая                            | 1961                   | Maschinenbau Kiel | 1                                 | |
| ТГ400                                  |             | 3 — 3                     | Гидравлическая                            | 1962                   | Henschel | 1                                 | |
| 2ТЭ40                                  |             | 2(30 — 30)                | Электрическая                             | 1964—1968              | ХЗТМ | 5                                 | |
| М62                                    |             | 30 — 30                   | Электрическая                             | 1964—…                 | Луганский тепловозостроительный завод                                                                                    | 3273                              | |
| ТГ16 (ТГ20)                            |             | 2(2 — 2)                  | Гидравлическая                            | 1967—1974              | Людиновский тепловозостроительный завод                                                                                  | 94                                | Для колеи 1067 мм. (1520 мм.) |
| HS4000 «Kestrel»                       |             | 30 — 30                   | Электрическая                             | 1967                   | Hawker Siddeley & Brush Traction                                                                                         | 1                                 | Единственный закупленный экземпляр эксплуатировался на экспериментальном кольце ВНИИЖТа для испытаний и изучения конструктивных решений.                                           |
| ТЭ109                                  |             | 30 — 30                   | Электрическая                             | 1968—1978              | Луганский тепловозостроительный завод                                                                                    | 873(данные только для ГДР)        | |
| ТЭ114                                  |             | 30 — 30                   | Электрическая                             | 1971—1977              | Луганский тепловозостроительный завод                                                                                    | 570+                              | |
| 2ТЭ116                                 |             | 2(30 — 30)                | Электрическая, переменно-постоянного тока | 1971—2007              | Луганский тепловозостроительный завод                                                                                    | 1700+                             | |
| 2ТЭ10В                                 |             | 2(30 — 30)                | Электрическая                             | 1975—1981              | Луганский тепловозостроительный завод                                                                                    | 1898                              | |
| ТЭ120                                  |             | 30 — 30                   | Электрическая                             | 1975                   | Луганский тепловозостроительный завод                                                                                    | 1                                 | |
| 2ТЭ121                                 |             | 2(30 — 30)                | Электрическая                             | 1976—1992              | Луганский тепловозостроительный завод                                                                                    | 76                                | |
| ТЭ129                                  |             | 30 — 30                   | Электрическая                             | 1976—1978              | Луганский тепловозостроительный завод                                                                                    | 7 (включая прототип)              | |
| 2ТЭ10М, 3ТЭ10М и 2ТЭ10МК               |             | 2(30 — 30) или 3(30 — 30) | Электрическая                             | 1981—1990              | Луганский тепловозостроительный завод                                                                                    | 4152                              | |
| 2ТЭ116А                                |             | 2(30 — 30)                | Электрическая, переменно-постоянного тока | 1981                   | Луганский тепловозостроительный завод                                                                                    | 4                                 | |
| ТЭ136                                  |             | 20+20−20+20               | Электрическая                             | 1984—1985              | Луганский тепловозостроительный завод                                                                                    | 1                                 | |
| 2ТЭ137                                 |             | 2(20+20−20+20)            | Электрическая переменно-переменного тока  | 1985                   | Луганский тепловозостроительный завод                                                                                    | 1                                 | |
| ТЭ127                                  |             | 30 — 30                   | Электрическая                             | 1985                   | Луганский тепловозостроительный завод                                                                                    | 1                                 | |
| 2ТЭ126                                 |             | 2(1+2О+2О−2О+2О+1)        | Электрическая, переменно-постоянного тока | 1987                   | Луганский тепловозостроительный завод                                                                                    | 1                                 | |
| 2ТЭ10Г                                 |             | 2(30 — 30)                | Электрическая                             | 1988                   | Луганский тепловозостроительный завод                                                                                    | 2                                 | |
| 2ТЭ10У, 3ТЭ10У и модификации           |             | 2(30 — 30) или 3(30 — 30) | Электрическая                             | 1989—1996              | Луганский тепловозостроительный завод                                                                                    | 549-555                           | |
| ТГ22                                   |             | (2 — 2)                   | Гидромеханическая                         | 1992, 1993, 1995, 1996 | Людиновский тепловозостроительный завод                                                                                  | 7                                 | Для колеи 1067 мм. |
| ТГ21                                   |             | 2(2 — 2)                  | Гидромеханическая                         | 1993                   | Людиновский тепловозостроительный завод                                                                                  | 1                                 | Для колеи 1067 мм. |
| ТЭРА1                                  |             | 20+20−20+20               | Электрическая                             | 1998                   | Людиновский тепловозостроительный завод, General Motors                                                                  | 2                                 | |
| 2ТЭ70                                  |             | 2(30 — 30)                | Электрическая                             | 2004—2008              | Коломенский завод | 11                                | На базе ТЭП70. |
| 2ТЭ25К                                 |             | 2(30 — 30)                | Электрическая, переменно-постоянного тока | 2005—2009              | Брянский машиностроительный завод                                                                                        | 15                                | |
| CKD9C                                  |             | 2(3 — 3)                  | Электрическая, переменно-постоянного тока | 2006 — 2014            | CRRC | 20                                | |
| 2ТЭ25А                                 |             | 2(30 — 30)                | Электрическая, переменно-переменного тока | 2006—2016              | Брянский машиностроительный завод                                                                                        | 55                                | |
| 2ТЭ116У                                |             | 2(30 — 30)                | Электрическая, переменно-постоянного тока | 2007—2016              | Луганский тепловозостроительный завод                                                                                    | 335                               | |
| ER20CF                                 |             | 3 — 3                     | Электрическая, постоянно-постоянного тока | 2007 — 2010            | Siemens | 44                                | для Литвы |
| 2УТМ4Л                                 |             | 2(2 — 2)                  | Электрическая, переменно-постоянного тока | 2010                   | Ремпутьмаш | 7                                 | для Ливии |
| 2ТЭ25АМ                                |             | 2(30 — 30)                | Электрическая, переменно-переменного тока | 2012—2014              | Брянский машиностроительный завод                                                                                        | 3                                 | |
| ТЭ8                                    |             | 20+20 — 20+20             | Электрическая, переменно-постоянного тока | 2012                   | Людиновский тепловозостроительный завод                                                                                  | 15                                | |
| 2ТЭ25КМ                                |             | 2(30 — 30)                | Электрическая, переменно-постоянного тока | 2014—…                 | Брянский машиностроительный завод                                                                                        | 398                               | |
| ТГ16М                                  |             | 2(2 — 2)                  | Гидромеханическая                         | 2014 — 2016            | Людиновский тепловозостроительный завод                                                                                  | 6                                 | Для колеи 1067 мм,1520 мм. |
| 3ТЭ25К2М                               |             | 3(30 — 30)                | Электрическая, переменно-постоянного тока | 2017                   | Брянский машиностроительный завод                                                                                        | 124                               | |
| 2ТЭ25К3М                               |             | 3(30 — 30)                | Электрическая, переменно-постоянного тока | 2019                   | Брянский машиностроительный завод                                                                                        | 1                                 | |
| 3ТЭ25К3М                               |             | 3(30 — 30)                | Электрическая, переменно-постоянного тока | 2019                   | Брянский машиностроительный завод                                                                                        | 1                                 | |
| 3ТЭ28                                  |             | 3(30 — 30)                | Электрическая, переменно-постоянного тока | 2022                   | Брянский машиностроительный завод                                                                                        | 2                                 | |
| 2ТЭ35А                                 |             | 2(20+20−20+20)            | Электрическая, переменно-переменного тока | 2024                   | Людиновский тепловозостроительный завод                                                                                  | 1                                 | |
| ТЭ26                                   |             | 30 — 30                   | Электрическая, переменно-постоянного тока | 2025                   | Брянский машиностроительный завод                                                                                        | 2                                 | |

### Пассажирские
Хотя грузовые тепловозы нередко водили и пассажирские поезда, указанные ниже тепловозы изначально создавались для пассажирской службы. Часть из них создана путём модернизации конструкции грузовых локомотивов, однако некоторые создавались практически с самого начала.
| Серия   | Иллюстрация                                                                                               | Осевая формула | Тип передачи                              | Годы выпуска               | Завод                                                           | Кол-во |
| ------- | --- | -------------- | ----------------------------------------- | -------------------------- | --------------------------------------------------------------- | ------ |
| ТЭ7     | мощность — 2х2000 л.с., 140 км/ч., электрическая тяговая передача, сила тяги — 2х11600 кг.с. при 35 км/ч. | 2(30 — 30)     | Электрическая                             | 1956—1964                  | Луганский (Ворошиловградский) тепловозостроительный завод, ХЗТМ | 113    |
| ТЭП10   | мощность — 3000 л.с., 140 км/ч., электрическая тяговая передача, сила тяги — 17200 кг.с. при 36 км/ч.     | 30 — 30        | Электрическая                             | 1960—1968                  | ХЗТМ                                                            | 335    |
| ТЭП60   | | 30 — 30        | Электрическая                             | 1960—1985                  | Коломенский завод                                               | 1240   |
| ТГП50   | | 3 — 3          | Гидравлическая                            | 1962, 1963                 | Коломенский завод                                               | 2      |
| 2ТЭП60  | | 2(30 — 30)     | Электрическая                             | 1964—1987                  | Коломенский завод                                               | 116    |
| ТЭП70   | | 30 — 30        | Электрическая, переменно-постоянного тока | 1973—2006                  | Коломенский завод                                               | 576    |
| ТЭ125   | | 30 — 30        | Электрическая, переменно-постоянного тока | 1974 по другим данным 1978 | Ворошиловградский                                               | 1      |
| ТЭП75   | | 30 — 30        | Электрическая, переменно-постоянного тока | 1976, 1977                 | Коломенский завод                                               | 2      |
| ТЭП80   | | 20+20−20+20    | Электрическая, переменно-постоянного тока | 1988—1989                  | Коломенский завод                                               | 2      |
| ТЭП70БС | | 30 — 30        | Электрическая, переменно-постоянного тока | 2002, 2006—…               | Коломенский завод                                               | 356    |
| ТЭП150  | | 30 — 30        | Электрическая, переменно-постоянного тока | 2005—2008                  | Луганский                                                       | 4      |
| ТЭП70У  | | 30 — 30        | Электрическая, переменно-постоянного тока | 2006—2007                  | Коломенский завод                                               | 26     |
| ТЭП33А  | | 30 — 30        | Электрическая, переменного тока           | 2014, 2017—...             | АО "Локомотив құрастыру зауыты"                                 | 41     |

### Маневровые и промышленные
| Серия      | Иллюстрация | Осевая формула                 | Тип передачи                              | Годы выпуска      | Завод                                                                                        | Кол-во                            | Примечания                                     |
| ---------- | ----------- | ------------------------------ | ----------------------------------------- | ----------------- | -------------------------------------------------------------------------------------------- | --------------------------------- | ---------------------------------------------- |
| BN150      |             | 2                              | механическая                              | 1959—1961         | ЧКД                                                                                          | 9                                 |                                                |
| АА         |             | 0-3-0                          | Механическая                              | 1933              | Калужский машиностроительный завод                                                           | 1                                 |                                                |
| АМГ5       |             | 3—3                            | Гидравлическая                            | 1960              | Зимеринг-Грац-Паукер                                                                         | 2                                 |                                                |
| ВМЭ1       |             | 20 — 20                        | Электрическая                             | 1958—1965         | Ganz MÁVAG                                                                                   | 310                               |                                                |
| Дг14       |             | 0-3-0                          | Гидравлическая                            | 1941              | Железнодорожные мастерские ст. Страсбург (Эльзас)                                            | 1                                 | Трофей из Германии                             |
| МГ1        |             | 2                              | Гидравлическая                            | 1956—1957         | Jenbacher Werke                                                                              | 45 для СССР более 100 для Австрии |                                                |
| МГ2        |             | 2                              | Гидравлическая                            | 1957—1958         | Jenbacher Werke                                                                              | 65 для Австрии                    |                                                |
| МГ3        |             | 3                              | Гидравлическая                            | 1959—1960         | Jenbacher Werke                                                                              | 8                                 |                                                |
| МД/2       |             | 2                              | Механическая                              | 1936              | Калужский машиностроительный завод                                                           | 2                                 |                                                |
| МК215      |             | 2                              | Механическая                              | 1947—1959         | Калужский машиностроительный завод                                                           |                                   |                                                |
| МК20       |             | 2                              | Механическая                              | 1952              | Калужский машиностроительный завод                                                           | 1                                 |                                                |
| МК25       |             | 2                              | Механическая                              | 1952              | Калужский машиностроительный завод                                                           | 1                                 |                                                |
| МЭС        |             | 20                             | Электрическая                             | 1956—1960         | Калужский машиностроительный завод                                                           | 64                                |                                                |
| ОЭЛ        |             | 1—40—0 (№ 7), 1—40—1 (№ 6, 10) | Электрическая                             | 1930—1933         | Коломенский, Гогенцоллерн, MAN и др.                                                         | 3                                 |                                                |
| ТГК        |             | 2                              | Гидравлическая                            | 1958—1962         | Калужский машиностроительный завод                                                           | 684                               |                                                |
| ТГК2       |             | 2                              | Гидравлическая                            | 1960—…            | Калужский машиностроительный завод                                                           | 9400                              |                                                |
| ТГМ1       |             | 3                              | Гидравлическая                            | 1956—1972         | Муромский тепловозостроительный завод                                                        | 3368                              |                                                |
| ТГМ2       |             | 2 — 2                          | Гидравлическая                            | 1956—1959         | Ворошиловградский тепловозостроительный завод, Людиновский тепловозостроительный завод       | 5                                 |                                                |
| ТГМ3       |             | 2 — 2                          | Гидравлическая                            | 1959—1977         | Людиновский тепловозостроительный завод                                                      | около 4000                        |                                                |
| ТГМ4       |             | 20—20                          | Гидравлическая                            | 1971-1989         | Людиновский тепловозостроительный завод                                                      | 2659                              |                                                |
| ТГМ4А      |             | 20—20                          | Гидравлическая                            | 1971—…            | Людиновский тепловозостроительный завод                                                      | 2918                              |                                                |
| ТГМ4Б      |             | 20—20                          | Гидравлическая                            | …                 | Людиновский тепловозостроительный завод                                                      | 1060                              |                                                |
| ТГМ5       |             | 2 (2 — 2)                      | Гидравлическая                            | 1966, 1969        | Людиновский тепловозостроительный завод                                                      | 2                                 |                                                |
| ТГМ6       |             | 2 — 2                          | Гидравлическая                            | 1967—…            | Людиновский тепловозостроительный завод                                                      | 3148                              |                                                |
| ТГМ9       |             | 2 — 2                          | Гидравлическая                            | 1983              | Людиновский тепловозостроительный завод                                                      | 1                                 |                                                |
| ТГМ10      | фото        | 3 — 3                          | Гидравлическая                            | 1961 — 1962, 1964 | Брянский машиностроительный завод                                                            | 4                                 |                                                |
| ТГМ12      | фото        | 2 — 2                          | Гидравлическая                            | 1983              | Людиновский тепловозостроительный завод                                                      | 1                                 |                                                |
| ТГМ14      |             | 2 — 2                          | Гидравлическая                            | 1984              | Людиновский тепловозостроительный завод                                                      | 1                                 |                                                |
| ТГМ20 / 21 | фото        | 2                              | Гидравлическая                            | 1959              | Муромский тепловозостроительный завод                                                        | 1                                 |                                                |
| ТГМ23      |             | 3                              | Гидравлическая                            | 1962—…            | Муромский тепловозостроительный завод                                                        | более 9400                        |                                                |
| ТГМ40      |             | 2 — 2                          | Гидравлическая                            | 1981—…            | Камбарский машиностроительный завод                                                          | не менее 995                      |                                                |
| ТГэ        |             | 3                              | Гидравлическая                            | 1958—1961         | Jenbacher Werke                                                                              | не менее 22+8 МГ3                 |                                                |
| ТЭМ1       |             | 30 — 30                        | Электрическая                             | 1958—1968         | Брянский машиностроительный завод                                                            | 1946                              |                                                |
| ТЭМ2       |             | 30 — 30                        | Электрическая                             | 1960—2000         | Брянский машиностроительный завод, Луганский (Ворошиловградский) тепловозостроительный завод | 6224                              |                                                |
| ТЭМ3       |             | 30 — 30                        | Электрическая                             | 1979—1986         | Брянский машиностроительный завод                                                            | 29                                |                                                |
| ТЭМ5       |             | 30 — 30                        | Электрическая                             | 1969—1974         | Брянский машиностроительный завод                                                            | 17                                |                                                |
| ТЭМ6       |             | 30 — 30                        | Электрическая                             | 1969—1975         | Брянский машиностроительный завод                                                            | 4                                 |                                                |
| ТЭМ7       |             | 20+20−20+20                    | Электрическая, переменно-постоянного тока | 1975—…            | Людиновский тепловозостроительный завод                                                      | 841                               |                                                |
| ТЭМ9       |             | 20+20                          | Электрическая, переменно-постоянного тока | 2009—…            | Людиновский тепловозостроительный завод                                                      | 53                                |                                                |
| ТЭМ12      | фото        | 2 — 2                          | Электрическая                             | 1978              | Людиновский тепловозостроительный завод                                                      | 1                                 |                                                |
| ТЭМ14      |             | 20+20-20+20                    | Электрическая, переменно-постоянного тока | 2011—…            | Людиновский тепловозостроительный завод                                                      | 105                               |                                                |
| ТЭМ15      |             | 30 — 30                        | Электрическая                             | 1987—1995         | Брянский машиностроительный завод                                                            | 194                               |                                                |
| ТЭМ18      |             | 30 — 30                        | Электрическая, переменно-постоянного тока | 1992—…            | Брянский машиностроительный завод                                                            | 1900                              |                                                |
| ТЭМ19      |             | 30 — 30                        | Электрическая, переменно-постоянного тока | 2013              | Брянский машиностроительный завод                                                            | 1                                 | Двигатель работает на сжиженном природном газе |
| ТЭМ21      |             | 20 — 20                        | Электрическая                             | 2001              | Брянский машиностроительный завод                                                            | 1                                 |                                                |
| ТЭМ23      |             | 20 — 20                        | Электрическая                             | 2021              | Брянский машиностроительный завод                                                            | 2                                 |                                                |
| ТЭМ28      |             | 30 — 30                        | Электрическая                             | 2016              | Брянский машиностроительный завод                                                            | 2                                 |                                                |
| ТЭМ31      |             | 20                             | Электрическая                             | 2009—…            | АО «Желдорреммаш»                                                                            | 10                                |                                                |
| ТЭМ-ТМХ    |             | 30 — 30                        | Электрическая, переменно-постоянного тока | 2009—…            | Брянский машиностроительный завод                                                            | 71                                |                                                |
| ЧМЭ2       |             | 20 — 20                        | Электрическая                             | 1958—1965         | Českomoravská Kolben-Daněk                                                                   | 522                               |                                                |
| ЧМЭ3       |             | 30 — 30                        | Электрическая                             | 1964—1994         | Českomoravská Kolben-Daněk                                                                   | 7459                              |                                                |
| ЧМЭ5       |             | 20+20−20+20                    | Электрическая                             | 1985—1989         | Českomoravská Kolben-Daněk                                                                   | 12                                |                                                |
| ЬМХ        |             | 2                              | Механическая                              | 1931              | Крупп                                                                                        | 2                                 |                                                |